# Anton Maria Schwartz
Anton Maria Schwartz (Baden, 28 febbraio 1852 – Vienna, 15 settembre 1929) è stato un presbitero austriaco, fondatore della congregazione degli operai cristiani di San Giuseppe Calasanzio (calasantini).

## Il culto
È stato proclamato beato a Vienna da papa Giovanni Paolo II il 21 giugno 1998.
Memoria liturgica il 15 settembre.